# Újtikos
Újtikos è un comune dell'Ungheria di 956 abitanti (dati 2001). È situato nella contea di Hajdú-Bihar.